# Aldhibain
Aldhibain (η Draconis / η Dra / 14 Draconis) es la segunda estrella más brillante de la constelación de Draco después de Etamin (γ Draconis). El nombre de Aldhibain proviene del árabe الذئبين al-Dhibain y significa «los dos lobos». La estrella ζ Draconis, visualmente cerca pero sin una relación real con Aldhibain, recibe el nombre, muy similar, de Aldhibah. De magnitud aparente +2,73, Aldhibain se encuentra a 88 años luz del sistema solar.
Aldhibain es una gigante amarilla de tipo espectral G8IIIb de 5000 K de temperatura, cuya luminosidad es 61 veces mayor que la del Sol. Su radio, no tan grande para ser una estrella gigante, es 9,8 veces mayor que el radio solar —valor obtenido a partir de la medida de su diámetro angular, 0,0038 segundos de arco—. Gira muy lentamente alrededor de su eje, con un período de rotación de unos 400 días.
Muestra un contenido metálico inferior al solar ([Fe/H] = -0,17).
Al igual que otras estrellas similares, Aldhibain emite rayos X débilmente y parece ser ligeramente variable, habiendo recibido la denominación de variable provisional NSV 7713.
Aldhibain tiene una tenue acompañante a 53 segundos de arco de magnitud 8,8. Es una enana naranja de tipo K1V separada al menos 140 UA de la componente principal con un período orbital de, al menos, 1000 años.